# 蒙日罗
蒙日罗（法語：Montgirod，法語發音：[mɔ̃ʒiʁo]）是法国萨瓦省的一个旧市镇，属于阿尔贝维尔区。2016年，蒙日罗与临近的2个市镇合并为新市镇艾姆拉普拉涅。

## 地理
蒙日罗（45°32'7"N, 6°35'49"E）面积13.62 平方千米，位于法国奥弗涅-罗讷-阿尔卑斯大区萨瓦省，该省份为法国东部省份，历史上为薩伏依的一部分，北起上萨瓦省，西接伊泽尔省和安省，南部和东部与上阿尔卑斯省和意大利接壤。
与蒙日罗接壤的市镇（或旧市镇、城区）包括：艾姆拉普拉涅、欧特库尔、普雷圣母村、圣马塞尔、艾姆。

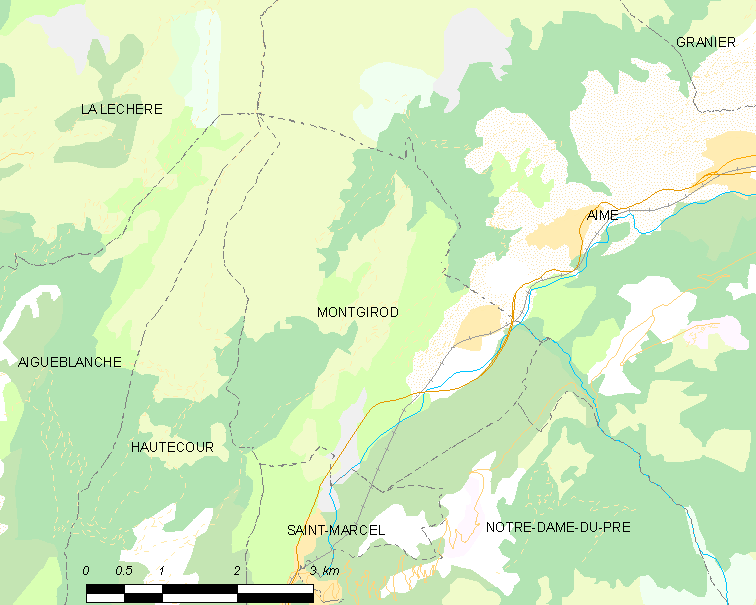
蒙日罗的OSM定位图

蒙日罗的时区为UTC+01:00、UTC+02:00（夏令时）。

## 行政
蒙日罗的邮政编码为73210，INSEE市镇编码为73169。

## 政治
蒙日罗所属的省级选区为圣莫里斯堡县。

## 人口

1962-2008年间蒙日罗人口变化图示

蒙日罗于2018年1月1日时的人口数量为490人。